# 비나야크 다모다르 사바르카르

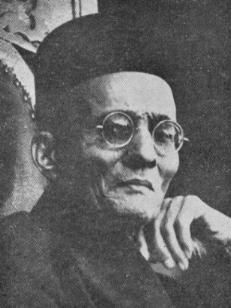
비나야크 다모다르 사바르카르

비나야크 다모다르 사바르카르(마라티어: विनायक दामोदर सावरकर, 영어: Vinayak Damodar Savarkar)는 힌두트바를 기초로 한 힌두교 국민주의자이다.